# モノムジカ
モノムジカ（Mono-Musica）は2004年に結成され、都内を中心に『女性キャストだけ』のオリジナルミュージカルを上演している劇団。エンターテインメント性と物語性の両立を目指した作品作りを心がけており、とりわけ日本語の持つ音や意味を重視した世界観を築いている。劇団名は「単一(mono)の音楽劇(musica)」を意味しており、「女性だけ」のミュージカル劇団という意味で命名されたもの。

## メンバー構成
- 代表・脚本・演出
  - ヤマケイ…これまで全公演の脚本と、コンサートや外部出演を含めほぼすべての演出を手掛ける。
- 作曲・編曲・ピアノ演奏
  - 橋本かおる…2009年「CLOWN's CROWN」以降、劇中BGMを含め多数のモノムジカ作品の多くの楽曲を手掛ける。

【現在の参加メンバー】
- 男役
  - マナ
  - みき
  - まなむ
  - 文音
- 女役
  - チャング
  - ヤヤ
  - ずぅ
  - ジュン
  - しひろ
  - 紗弓

【過去の参加メンバー】
- 男役
  - Sora
  - ユカ
  - べに
  - エリ
  - MIKU（三廻部結衣）
  - 弥生
  - 杏
- 女役
  - Julian
  - 夏織
  - 千秋
  - 美里香
  - ひかり

※その他、オーディションを開催し、ダンスアンサンブルを決定した公演もある

## 過去公演
- 2005年
  - 旗揚げ公演　月の鳴く音　-Dr.Jekyll and Mr.Hyde-
- 2006年
  - 第2回公演　砂漠の花　-Le Petit Prince-
- 2007年
  - 第3回公演　十六夜の楼　-竹取物語-
- 2008年
  - 第4回公演　虎落の笛
  - 第5回公演　如月の砦
- 2009年
  - 第6回公演　夜明けの風
- 2010年
  - 特別公演　再演版　十六夜の楼
  - 第7回公演　墓掘り男と六本の煙草
- 2012年
  - 第8回公演　花廻りの鬼　-魍魎薬師白夜奇譚-
- 2013年
  - 第9回公演　アルバローザの花嫁
- 2014年
  - 音楽劇　Brother Moon
  - 10周年記念コンサート　Thanksgiving!!
  - 第10回公演　the Secret Actor　-代役協会-
- 2015年
  - カフェ音楽劇　BLACK SHEEP
- 2016年
  - 音楽劇　三月兎の会
  - 第11回公演　サランドラ-神官の娘-
- 2017年
  - 再演版　BLACK SHEEP
  - 音楽劇　砂の柩
  - 再演版　サランドラ-神官の娘-
- 2018年
  - 六月音楽劇シリーズ
  - 第12回公演　Phantom Ship
- 2019年
  - ルナパークの証言、瑠璃伽藍
  - 再演版　ルナパークの証言、瑠璃伽藍
  - 15周年記念コンサート　Historia-ヒストリア-
  - 怪談朗読劇「鼎鬼」、WAMO stage「わものがたり」
  - 音楽劇「別葉-わくらば-」
  - ミュージカルノエル「BLACK SANTA GIRL」